# Bizantinisme
El bizantinisme  és un terme usat en ciència política i filosofia política per designar el sistema polític i la cultura de l'Imperi Romà d'Orient, anomenat posteriorment per la historiografia francesa del segle xvii Imperi Bizantí, i els seus successors espirituals, en particular, els països dels Balcans, l'Imperi Otomà i la Federació de Rússia.
El terme, encunyat al segle xix, té principalment connotacions negatives, que impliquen l'excés de complexitat i l'autocràcia. Aquesta reputació negativa va destacar de la confusa
complexitat d'organització dels seus ministeris, les cerimònies molt elaborades de la seva cort i l'abundància de títols honorífics, així com la seva suposada falta de lideratge en els assumptes de guerra. Així mateix, el sistema romà d'Orient «suggereix també una predilecció per les intrigues, conspiracions i assassinats i, en general, una situació política inestable». Una altra important característica de l'Imperi era el cesaropapisme, o subordinació de l'Església a l'Estat.
El terme ha estat criticat pels estudiosos moderns per ser una generalització que no és tan representativa de la realitat de l'aristocràcia i la burocràcia romana d'Orient.